# Gigantodax dryadicaudicis
Gigantodax dryadicaudicis е насекомо от разред Двукрили (Diptera), семейство Зли мухи (Simuliidae). Няма подвидове.